# Steffen Slumstrup Nielsen
Steffen Slumstrup Nielsen (Aalborg, 13 agosto 1975) è un compositore di scacchi danese.
Di professione è un giornalista specializzato in informatica.

## Carriera
È stato Campione del Mondo di composizione scacchistica nella sezione D (studi di scacchi) per il triennio 2019–2021, e ha conquistato la Medaglia d’Argento nell’edizione 2022–2024. Precedentemente, nel 2018 ha vinto la Medaglia di Bronzo nella stessa specialità.
Oltre al titolo mondiale, Nielsen ha ottenuto numerosi riconoscimenti nella composizione scacchistica, tra cui il primo premio al Torneo della Coppa del Mondo FIDE 2016.
Il suo stile compositivo, fortemente orientato alla tattica, si ispira spesso a partite lampo o situazioni dinamiche e complesse. È noto per la predilezione verso i temi incrociati di inchiodatura e schiodatura (pin–unpin), verso gli studi tattici e le posizioni con molti pezzi sospesi. Nei suoi studi si propone di ampliare gli orizzonti della composizione, mettendo in discussione l’idea che il gioco sia esaurito, nonostante il numero finito di pezzi, e cercando una sintesi tra studi e problemi scacchistici. Questo approccio è descritto anche in un commento pubblicato sul blog ufficiale del compositore di scacchi e critico ucraino Serhiy Didukh.
Nel 2023 gli è stato conferito dalla WFCC il titolo di Grande Maestro per la composizione scacchistica.
È coautore del libro Endgame Labyrinths insieme a Jacob Aagaard.
Al 2025 è portavoce presso la Commissione Studi della WFCC.